# Camillo Giussani
Camilio Francesco Giussani, detto Camillo (Milano, 3 febbraio 1879 – Milano, 7 febbraio 1960) è stato un avvocato, dirigente d'azienda e latinista italiano.

## Biografia
Nacque da Carlo, professore di Letteratura latina presso l'Accademia scientifico-letteraria di Milano, e da Maria Esterle, sorella dell'ingegner Carlo Esterle. Si laureò in Giurisprudenza all'Università degli Studi di Pavia nel 1900 ed esercitò la professione legale, inizialmente presso lo studio di Luigi Rossi, in via della Spiga 1, curatore legale della Banca Commerciale Italiana, detta Comit. Rossi, intuite le potenzialità del giovane, lo affiancò a sé nella curatela per la Comit.
Presto lo zio Carlo Esterle affidò al nipote il patrocinio legale della Edison da lui presieduta. Nel 1904 Giussani sposò Luigia Carlotta Negri, detta Gina, una figlia del defunto ex sindaco di Milano Gaetano Negri. Nacquero tre figli: Carlo, Gaetano e Maria. Nel 1911 morì Rossi, che per testamento lasciò il suo studio al dipendente Giussani, che lo trasferì presto in via Bigli 21, più vicino a piazza della Scala, sede della Comit.
In carriera Giussani ricoprì ruoli amministrativi apicali per Comit (presidente dal 1945 alla morte), Assicurazioni Generali e altre imprese, e fu membro di vari enti culturali. Appassionato scalatore, raccolse le sue esperienze in Chiacchiere di un alpinista (1931, rist. 1951). Quale cultore delle lettere classiche, diede versioni di Lucrezio, Giovenale, Orazio, Cicerone, Seneca e Tacito. Di quest'ultimo in particolare tradusse l'opera omnia (pubblicata prima da Mondadori, quindi da Einaudi con commento di Albino Garzetti), lavoro giudicato stilisticamente pregevole, ma non sempre perspicuo e fedele.
Per omaggiare il suo presidente scomparso, la Comit fece costruire sulle Dolomiti il Rifugio Camillo Giussani, al quale venne affissa una targa bronzea riportante un suo brano sul rapporto tra uomo e montagna: il rifugio venne inaugurato il 17 settembre 1972.

## Opere

### Traduzioni
- Tito Lucrezio Caro, De rerum natura libri sex, Mondadori, Milano-Verona, 1939.
- Publio Cornelio Tacito, Gli annali, Mondadori, Milano, 1942.
- Publio Cornelio Tacito, Le storie e le opere minori, Mondadori, Milano, 1944.
- Decimo Giunio Giovenale, Le satire, Mondadori, Milano, 1947.
- Voltaire, Candido, o Dell'ottimismo, Universale economica, Milano, 1950.
- Marco Tullio Cicerone, Due accuse di omicidio: i processi di Celio e di Milone, Rizzoli, Milano, 1951.
- Quinto Orazio Flacco, Le satire, Mondadori, Milano, 1953.
- Marco Tullio Cicerone, Due scandali politici: i processi di Murena e di Sestio, Rizzoli, Milano, 1954.
- Lucio Anneo Seneca, Divi Claudii apokolokyntosis ovvero la corbellatura del divo Claudio in cielo, Valdonega, Verona, 1959.
- Quinto Orazio Flacco, Le epistole, Mondadori, Milano, 1963.